# Operatore di inversione temporale
L'operatore di inversione temporale è un operatore utilizzato in meccanica quantistica; modifica lo stato a cui viene applicato dando luogo a un nuovo stato "temporalmente invertito".

## Introduzione
L'azione dell'operatore di inversione temporale su un sistema fisico è più propriamente descritta come inversione del moto, anziché come inversione del tempo. Si consideri il moto di una particella soggetta ad un certo potenziale; immaginando, in un certo istante di tempo {\displaystyle t} di bloccare la particella e sostituire la sua quantità di moto {\displaystyle \mathbf {p} } con {\displaystyle \mathbf {-p} }, la particella torna indietro ripercorrendo (nel verso opposto) la stessa traiettoria. In altre parole, se la curva {\displaystyle \mathbf {x} (t)} è soluzione dell'equazione del moto (non dissipativa):
{\displaystyle m{\ddot {\mathbf {x} }}=-\nabla V(\mathbf {x} )}
allora anche {\displaystyle \mathbf {x} (-t)} soddisfa l'equazione del moto. {\displaystyle \mathbf {x} (-t)} rappresenta la soluzione temporalmente invertita.

## L'operatore di inversione temporale
Dato uno stato {\displaystyle |\alpha \rangle }, lo stato temporalmente invertito si ottiene applicando ad {\displaystyle |\alpha \rangle } l'operatore di inversione temporale, indicato con {\displaystyle \Theta }:
{\displaystyle |\alpha \rangle \rightarrow \Theta |\alpha \rangle }

## Proprietà
Una proprietà fondamentale dell'operatore di inversione temporale è l'antiunitarietà.
Un operatore antiunitario applicato ad uno stato realizza una trasformazione   
{\displaystyle |{\tilde {\alpha }}\rangle =\theta |\alpha \rangle }
{\displaystyle |{\tilde {\beta }}\rangle =\theta |\beta \rangle }
che soddisfa le seguenti due proprietà
{\displaystyle \langle {\tilde {\beta }}|{\tilde {\alpha }}\rangle =\langle \beta |\alpha \rangle ^{*}}
{\displaystyle \theta \left[a|\alpha \rangle +b|\beta \rangle \right]=a^{*}\theta |\alpha \rangle +b^{*}\theta |\beta \rangle }
(la seconda relazione definisce un operatore antilineare)
Un generico operatore antiunitario può essere scritto come prodotto di due operatori
{\displaystyle \theta =U\cdot K}
dove {\displaystyle U} è un operatore unitario e {\displaystyle K} coniuga il numero a cui è moltiplicato.
L'azione dell'operatore {\displaystyle K} su uno stato non modifica i ket di base. Infatti uno stato {\displaystyle |\alpha \rangle }, scritto come combinazione lineare di autostati {\displaystyle |\phi '\rangle }
{\displaystyle |\alpha \rangle =\sum _{\phi '}|\phi '\rangle \langle \phi '|\alpha \rangle }
si trasforma, sotto l'azione di {\displaystyle K} nel modo seguente:
{\displaystyle K|\alpha \rangle =\sum _{\phi '}\langle \phi '|\alpha \rangle ^{*}K|\phi '\rangle =\sum _{\phi '}\langle \phi '|\alpha \rangle ^{*}|\phi '\rangle }.

## Sistemi simmetrici sotto inversione temporale
Indicando con {\displaystyle |\psi \rangle } uno stato al tempo {\displaystyle t=0}, lo stato {\displaystyle |\psi ,t\rangle } corrispondente ad un istante immediatamente successivo {\displaystyle t=\delta t} si ottiene applicando l'operatore di evoluzione temporale (in forma infinitesima):
{\displaystyle |\psi ,t\rangle =\left(1-{\frac {iH}{\hslash }}\delta t\right)|\psi \rangle }.
Facendo evolvere allo stesso modo lo stato prima invertito temporalmente si ottiene:
{\displaystyle \left(1-{\frac {iH}{\hslash }}\delta t\right)\Theta |\psi \rangle }.
Per sistemi simmetrici sotto inversione temporale questo stato deve coincidere con quello che si ottiene facendo prima "evolvere all'indietro" {\displaystyle |\psi \rangle } e poi applicando l'operatore di inversione temporale:
{\displaystyle \left(1-{\frac {iH}{\hslash }}\delta t\right)\Theta |\psi \rangle =\Theta \left(1-{\frac {iH}{\hslash }}\left(-\delta t\right)\right)|\psi \rangle },
da cui si ricava:
{\displaystyle -iH\Theta |\psi \rangle =\Theta iH|\psi \rangle }.
Siccome il ragionamento è valido per ogni ket {\displaystyle |\psi \rangle }, si può scrivere
{\displaystyle -iH\Theta =\Theta iH}.
L'antiunitarietà di {\displaystyle \Theta } porta alla seguente relazione:
{\displaystyle \Theta H=H\Theta }.
In altre parole l'hamiltoniana di un sistema simmetrico sotto inversione temporale commuta con l'operatore {\displaystyle \Theta }:
{\displaystyle [H,\Theta ]=0}